# ノースアメリカン航空
ノースアメリカン航空（英語：North American Airlines）は、かつてジョン・F・ケネディ国際空港を拠点としたアメリカ合衆国の航空会社である。2014年運航停止。

## 概要
ノースアメリカン航空はグローバル・エアロ・ロジスティックス社( Global Aero Logistics, Inc.) の子会社であり、アメリカにおける航空行政規制緩和の際に生まれた航空会社である。
1989年に創業し、1990年1月20日から運航開始。アメリカ民間航空委員会 (Civil Aeronautics Board, CAB) の元トップのダン・マッキノン (Dan McKinnon) が創業し、エル・アル・イスラエル航空の北米におけるゲートウェイ及びクラブ・メッドの運航サービスを提供した。エル・アル航空は当時24.9%の株を所有していたが、2003年7月にマッキノンに売却した。
この航空会社は2005年にワールド・エア・ホールディングス社 (World Air Holdings) に買収された。ワールド・エア・ホールディングス社は2007年4月にニューATAホールディングス社に買収され、グローバル・エアロ・ロジスティックス社 (Global Aero Logistics, Inc.) と改名し現在に至る。

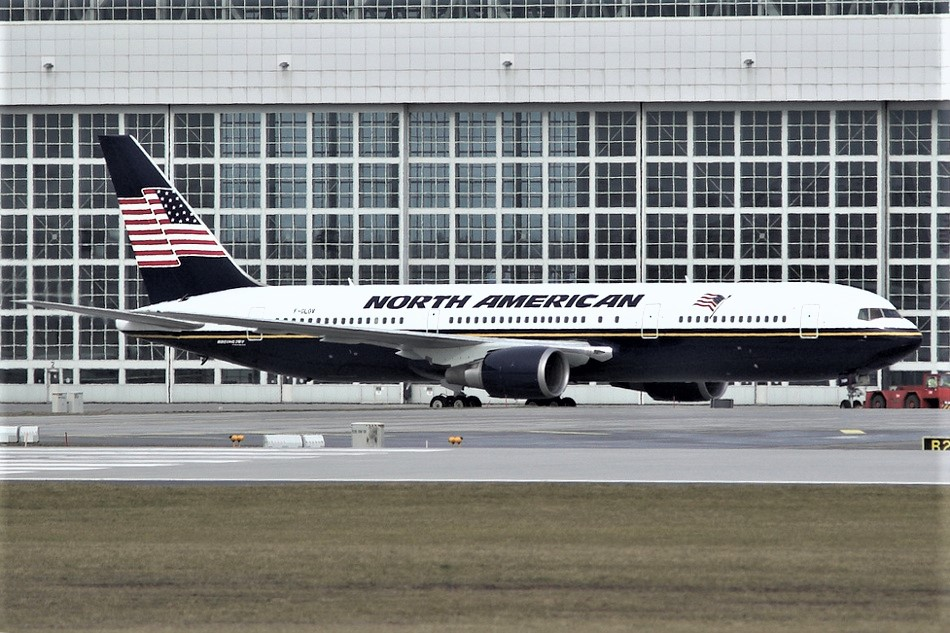
ミュンヘン空港でのノースアメリカン航空機ボーイング767-300

## 保有機材
- ボーイング757-200ER 5機
- ボーイング767-300ER 3機